# Михалёво (Чушевицкий сельсовет)
Михалёво — деревня в Верховажском районе Вологодской области.
Входит в состав Чушевицкого сельского поселения, с точки зрения административно-территориального деления — в Чушевицкий сельсовет.
Расстояние по автодороге до районного центра Верховажья — 68,1 км, до центра муниципального образования Чушевиц — 14,3 км. Ближайшие населённые пункты — Якунино, Версеньевская, Фоминогорская.
По данным переписи в 2002 году постоянного населения не было.